# Championnat de France des rallyes 2018
Navigation
2017 2019
La saison 2018 du championnat de France des rallyes se déroule du 15 mars au 25 novembre 2018. Cette saison conserve l'épreuve le Rallye Cœur de France comme l'année précédente mais intègre pour la première fois le Rallye Vosgien qui prend le nom de Rallye Vosges Grand Est.
Pour le championnat Terre, après l'annulation du Rallye Terre de l’Auxerrois deux années de suite, cette épreuve est remplacée par le Rallye Terre de Castine.

## Épreuves de la saison 2018 du Championnat de France des rallyes
| Manche | Date                      | rallye                              | Vainqueur         | Copilote          | Voiture         |
| ------ | ------------------------- | ----------------------------------- | ----------------- | ----------------- | --------------- |
| 1      | 15 mars-17 mars           | Rallye Le Touquet - Pas de Calais   | Stéphane Lefebvre | Gabin Moreau      | Citroën DS3 WRC |
| 2      | 19 avril-21 avril         | Rallye Lyon-Charbonnières Rhône     | Yoann Bonato      | Benjamin Boulloud | Citroën C3 R5   |
| 3      | 18 mai-20 mai             | Rallye d'Antibes - Côte d'Azur      | Bryan Bouffier    | Gilbert Dini      | Hyundai i20 R5  |
| 4      | 8 juin-10 juin            | Rallye Vosges - Grand Est           | Bryan Bouffier    | Gilbert Dini      | Hyundai i20 R5  |
| 5      | 5 juillet-7 juillet       | Rallye Aveyron Rouergue - Occitanie | Quentin Gilbert   | Renaud Jamoul     | Skoda Fabia R5  |
| 6      | 6 septembre-8 septembre   | Rallye Mont-Blanc Morzine           | Yoann Bonato      | Benjamin Boulloud | Citroën C3 R5   |
| 7      | 27 septembre-29 septembre | Rallye Cœur de France               | Yoann Bonato      | Benjamin Boulloud | Citroën C3 R5   |
| 8      | 26 octobre-27 octobre     | Critérium des Cévennes              | Yoann Bonato      | Benjamin Boulloud | Citroën C3 R5   |
| 9      | 22 novembre-25 novembre   | Rallye du Var                       | Yoann Bonato      | Benjamin Boulloud | Citroën C3 R5   |

## Épreuves de la saison 2018 du Championnat de France des rallyes Terre
| Manche | Date                   | rallye                                          | Vainqueur         | Copilote               | Voiture         |
| ------ | ---------------------- | ----------------------------------------------- | ----------------- | ---------------------- | --------------- |
| 1      | 30 mars-1 avril        | Rallye Terre des Causses                        | Thibault Durbec   | Jacques-Julien Renucci | Citroën DS3 WRC |
| 2      | 4 mai-6 mai            | Rallye Castine - Terre d'Occitanie              | Sylvain Michel    | Lara Vanneste          | Škoda Fabia R5  |
| 3      | 16 juin-17 juin        | Rallye Terre du Diois                           | Epreuve annulée   | Epreuve annulée        | Epreuve annulée |
| 4      | 21 juillet-22 juillet  | Rallye Terre de Langres - Haute-Marne           | Thibault Durbec   | Jacques-Julien Renucci | Citroën DS3 WRC |
| 5      | 25 août-26 août        | Rallye Terre de Lozère - Sud France             | Lionel Baud       | Fabien Craen           | Citroën DS3 WRC |
| 6      | 12 octobre-14 octobre  | Rallye Terre des Cardabelles - Millau - Aveyron | Sylvain Michel    | Jérôme Degout          | Škoda Fabia R5  |
| 7      | 9 novembre-11 novembre | Rallye Terre de Vaucluse                        | Stéphane Lefebvre | Gabin Moreau           | Citroën C4 WRC  |